# میشل واشروت
میشل واشروت (انگلیسی: Michel Vacherot; ۱۲ نوامبر ۱۸۶۴ – ۲۲ مارس ۱۹۵۹) تنیس‌باز اهل فرانسه بود.
وی فاتح بخش انفرادی تنیس آزاد فرانسه در سال ۱۹۰۲ گردید.